# Neanastatus hayati
Neanastatus hayati is een vliesvleugelig insect uit de familie Eupelmidae. De wetenschappelijke naam is voor het eerst geldig gepubliceerd in 2006 door Narendran.